# V Polish Bowl
V Polish Bowl – mecz finałowy 5. edycji ligowych rozgrywek futbolu amerykańskiego w Polsce rozegrany 24 lipca 2010 na stadionie „Oławka” we Wrocławiu pomiędzy Devils Wrocław i The Crew Wrocław (26:21).

## Przed meczem

### Drużyny
Po raz pierwszy w historii Polskiej Ligi Futbolu Amerykańskiego w meczu finałowym doszło do spotkania dwóch drużyn z jednego miasta. Ponadto miejscem jego rozegrania był domowy obiekt obu zespołów. Jako pierwsi do finału zakwalifikowali się The Crew, którzy awansowali z 2. miejsca w tabeli sezonu zasadniczego do fazy play-off. Tam, w półfinale, gładko pokonali Pomorze Seahawks 49:0. Wcześniej ponieśli jedną porażkę, w pojedynku derbowym (bilans 6-1 w sezonie zasadniczym i 1-0 w play-offach).
11 lipca 2010 okazało się, że The Crew będą mieli szansę wziąć odwet za czerwcową porażkę z „Diabłami” 24:31. Tego dnia Devils rozprawili się z najstarszą i najbardziej utytułowaną drużyną w historii PLFA, Warsaw Eagles. Wcześniej, równie efektownie, pokonali wszystkich rywali w sezonie zasadniczym i zapisali się w historii Ligi jako pierwsza niepokonana drużyna przystępująca do fazy play-off (bilans 7-0).

### Sędzia
Na zaproszenie Wydziału Sędziowskiego PZFA, do poprowadzenia V Polish Bowl wyznaczony został niemiecki sędzia Marcel Tschürer, na co dzień pracujący w German Football League. Jeden z najlepszych europejskich arbitrów sędziował m.in.: German Bowl (trzykrotnie), mecz o mistrzostwo Europy (dwukrotnie) i mecz o mistrzostwo świata 2007. W 2010 r. zaprezentował się polskim kibicom, sędziując spotkanie seniorskich reprezentacji Niemiec z Japonią, który był transmitowany w jednej z polskich stacji sportowych.
Nie był to pierwszy przypadek zaproszenia przez PZFA zagranicznego arbitra do prowadzenia Polish Bowl. W 2008 r. sędzią spotkania był Brytyjczyk Steve Tonkinson.

## Statystyki
Po meczu, WR Devils, Dawid Tarczyński został wybrany MVP spotkania.
| Źródło: PZFA.pl                    | Devils Wrocław | The Crew Wrocław |
| ---------------------------------- | -------------- | ---------------- |
| Pierwsze próby                     | 13             | 17               |
| Skuteczność przy trzecich próbach  | 3/10           | 2/9              |
| Skuteczność przy czwartych próbach | 0/1            | 0/0              |
| Ogółem jardów                      | 205            | 335              |
| Jardy – akcje podaniowe            | 185            | 155              |
| Podania – próby udane/próby ogółem | 10/20          | 8/14             |
| Jardy – akcje biegowe              | 20             | 180              |
| Bieganie – próby                   | 28             | 40               |
| Średnia il. jardów na bieg         | 0.7            | 4.5              |
| Kary – jardy                       | 6-57           | 8-70             |
| Sacki – stracone jardy             | 5-30           | 2–6              |
| Fumbles – stracone                 | 0–0            | 3–1              |
| Rzucone interceptions              | 0              | 1                |
| Czas posiadania                    | 23:04          | 24:56            |

### Statystyki indywidualne
| Devils – quarterback   | Devils – quarterback | Devils – quarterback | Devils – quarterback | Devils – quarterback |
|                        | C/ATT*               | Yds                  | TD                   | INT                  |
| ---------------------- | -------------------- | -------------------- | -------------------- | -------------------- |
| Krzysztof Wydrowski    | 10/19                | 185                  | 1                    | 0                    |
| Daniel Delahoussaye    | 0/1                  | 0                    | 0                    | 0                    |
| Devils – akcje biegowe |                      |                      |                      |                      |
|                        | Cara                 | Yds                  | TD                   | LGb                  |
| Daniel Delahoussaye    | 7                    | 22                   | 0                    | 13                   |
| Adam Synacek           | 8                    | 9                    | 0                    | 7                    |
| Charles Osgood         | 4                    | 7                    | 0                    | 6                    |
| Krzysztof Wydrowski    | 9                    | −18                  | 1                    | 3                    |
| Devils – podania       |                      |                      |                      |                      |
|                        | Recc                 | Yds                  | TD                   | LGb                  |
| Dawid Tarczyński       | 6                    | 110                  | 0                    | 35                   |
| Grzegorz Mazur         | 2                    | 63                   | 1                    | 36                   |
| Piotr Wis              | 1                    | 9                    | 0                    | 9                    |
| Adam Synacek           | 1                    | 3                    | 0                    | 3                    |
| Devils – defensywa     |                      |                      |                      |                      |
|                        | Tak/Ast/Tott         | Int                  | Ffg                  | Sck                  |
| Walter Harazim         | 7/2/8.0              | 0                    | 0                    | 1.0                  |
| Tomasz Markiewicz      | 5/1/5.5              | 0                    | 0                    | 0.0                  |
| Mott Gaymon            | 4/3/5.5              | 0                    | 0                    | 0.0                  |
| Michał Różycki         | 5/0/5                | 0                    | 0                    | 1.0                  |
| Charles Osgood         | 4/0/4                | 1                    | 0                    | 0.0                  |
| Karol Mogielnicki      | 3/1/3.5              | 0                    | 0                    | 0.0                  |
| Damian Irodenko        | 3/0/3                | 0                    | 0                    | 0.0                  |
| Seweryn Wiśniewski     | 2/1/2.5              | 0                    | 1                    | 0.0                  |
| Krzysztof Wis          | 1/1/1.5              | 0                    | 0                    | 0.0                  |
| Szymon Adamczyk        | 1/1/1.5              | 0                    | 0                    | 0.0                  |
| Charles A. Brown       | 1/0/1                | 0                    | 0                    | 0.0                  |
| Daniel Delahoussaye    | 1/0/1                | 0                    | 0                    | 0.0                  |
| Michał Nowak           | 1/0/1                | 0                    | 0                    | 0.0                  |
| Filip Borowski         | 1/0/1                | 0                    | 0                    | 0.0                  |
| Wojciech Bogusz        | 1/0/1                | 0                    | 0                    | 0.0                  |
| Damian Kogut           | 1/0/1                | 0                    | 0                    | 0.0                  |

| The Crew – quarterback   | The Crew – quarterback | The Crew – quarterback | The Crew – quarterback | The Crew – quarterback |
|                          | C/ATT*                 | Yds                    | TD                     | INT                    |
| ------------------------ | ---------------------- | ---------------------- | ---------------------- | ---------------------- |
| Mark Philmore            | 8/14                   | 155                    | 1                      | 1                      |
| The Crew – akcje biegowe |                        |                        |                        |                        |
|                          | Cara                   | Yds                    | TD                     | LGb                    |
| Jakub Płaczek            | 22                     | 80                     | 1                      | 15                     |
| Mark Philmore            | 9                      | 60                     | 1                      | 29                     |
| Łukasz Omelańczuk        | 9                      | 40                     | 0                      | 13                     |
| The Crew – podania       |                        |                        |                        |                        |
|                          | Recc                   | Yds                    | TD                     | LGb                    |
| Telley Chelley           | 3                      | 80                     | 1                      | 44                     |
| Mateusz Grzędziński      | 3                      | 46                     | 0                      | 25                     |
| Łukasz Sutkowski         | 1                      | 25                     | 0                      | 25                     |
| Łukasz Omelańczuk        | 1                      | 4                      | 0                      | 4                      |
| The Crew – defensywa     |                        |                        |                        |                        |
|                          | Tak/Ast/Tott           | Int                    | Ffg                    | Sck                    |
| Przemysław Cudak         | 8/2/9.0                | 0                      | 0                      | 2.0                    |
| Bartosz Kalejta          | 5/0/5.0                | 0                      | 0                      | 2.0                    |
| Kamil Ruta               | 3/0/3.0                | 0                      | 0                      | 0.0                    |
| Aki Jones                | 3/0/3.0                | 0                      | 0                      | 0.0                    |
| Bartosz Gurdak           | 3/0/3.0                | 0                      | 0                      | 0.0                    |
| Bartosz Świątek          | 2/0/2.0                | 0                      | 0                      | 0.0                    |
| Marcin Marcinkowski      | 2/0/2.0                | 0                      | 0                      | 1.0                    |
| Tomasz Gawrycki          | 2/0/2.0                | 0                      | 0                      | 0.0                    |
| Mikołaj Szczepański      | 1/1/1.5                | 0                      | 0                      | 0.0                    |
| Jakub Płaczek            | 1/0/1.0                | 0                      | 0                      | 1.0                    |
| Jakub Głogowski          | 0/2/1.0                | 0                      | 0                      | 0.0                    |
| Krzysztof Bielecki       | 0/1/0.5                | 0                      | 0                      | 0.0                    |
| Mateusz Ruta             | 0/0/0                  | 0                      | 0                      | 0.0                    |
| Mateusz Grzędziński      | 0/0/0                  | 0                      | 0                      | 0.0                    |

*Completions/Attempts (ang. próby udane/próby ogółem)
aCarries (ang. przenoszenia, tutaj: próby)
bLong play (ang. najdłuższa akcja)
cReceptions (ang. chwyty)
tTackles (ang. ataki)
gForced Fumble (ang. spowodowane fumble's)

## Sędziowie
- Marcel Tschurer – Referee
- Shawn Sombati – Umpire
- Mikołaj Burzec – Head Linesman
- Alex Zarganis – Line Judge
- Maciej Brueck – Field Judge
- Wojciech Ratajczak – Side Judge
- Krzysztof Walentynowicz – Back Judge